# Olympiakos Nicosia
Olympiakos Nicosia (greacă Ολυμπιακός Λευκωσίας, Olympiakos Lefkosias) este un club de fotbal cipriot din Nicosia. Clubul a fost fondat în 1931 și este membru fondator al Cyprus Football Association. Culorile clubului sunt negru și verde. Terenul de acasă al lui Olympiakos este Neo GSP Stadium, care are o capacitate de 23.000 de locuri. Porecla principală a echipei este „mavroprasini” (verde-negrii), iar cealaltă poreclă a clubului este Taktakalas, derivată din zona Nicosiei de unde provine clubul.
Olympiakos Nicosia a câștigat trei campionate din Prima Divizie Cipriotă, o Cupa Cipriotă și o Supercupa Cipriotă.
În trecut, clubul avea și echipe de atletism, baschet, volei, ciclism, tenis de masă, haltere și futsal. De asemenea, în trecut a avut orchestră, cor și divizii de camping; acesta din urmă explicând de ce insigna clubului are un cort pe ea.

## Stadion
Din 2021, clubul și-a jucat meciurile de acasă pe noul Stadionul GSP până la sfârșitul anului 2022, când clubul a decis să se mute înapoi pe Stadionul Makario din cauza dificultăților financiare. Clubul a revenit pe noul stadion GSP pentru sezonul 2025.
Din perioada 2013-2021, clubul a jucat din nou pe Stadionul Makario, unde a mai jucat în 1998-1999 și 2008-2009.
Anterior, Olympiakos a jucat pe vechiul Stadion GSP (1934–1998) și pe noul GSP Stadium (2000–2008) (2009–2013). Ambele stadioane au fost, de asemenea, împărțite cu APOEL și Omonia, dar Olympiakos a fost singurul club care a jucat pe vechiul stadion GSP între 1978 și 1998, deoarece APOEL și Omonia s-au mutat ambele pe Stadionul Makario.

## Palmares

### Fotbal
- Prima Divizie Cipriotă: 3
  - 1966–67, 1968–69, 1970–71
- Cupa Cipriotă: 1
  - 1976–77
- Supercupa Cipriotă: 1
  - 1967
- Divizia a doua cipriotă
  - Campioni (2): 1983–84, 1997–98

### Volei
- Campionate cipriote: 2
  - 1974, 1976

## Jucători notabili
| Albania - Arjan Beqaj (2010) - Isli Hidi (2011) Algeria - / Ahmed Aït Ouarab (2008–09) Angola - Dédé (2010–11) - Eldon Maquemba (2008) Argentina - Mariano Corsico (2008) - Agustín De La Canal (2007) - Gonzalo Martín De Porras (2007) - Silvio Augusto González (2007) - Emerson Panigutti (2006–08) - Lucas Rodriguez Pagano (2007–08) Armenia - Romik Khachatryan (2000–02), (2003–04) Australia - Adam Foti (2008) - Robert Stambolziev (2012-2013) Bosnia - Delimir Bajić (2011–2012) - Adnan Guso (2008) - / Esad Razic (2009) Brazil - / Alexandré Pölking (2006–07) - Marco Aurélio (2011–12) - Brasília (2010) - Fernando de Abreu (2010) - Leonardo de Oliveira (2007–08) - Mércio (2010-2013) - Paulinho (2010–2012) - Rodrigo Ribeiro (2010–11) Bulgaria - Kostadin Bashov (2009) - Georgi Kakalov (2010) - Yordan Linkov (2008–09) - Kiril Mihaylov (2008) Cape Verde - Paulo Pina (2010–2013) Democratic Republic of the Congo - / Fabrice Lokembo-Lokaso (2007) - Jeff Tutuana (2009–10) Cameroon - Serge Honi (1999–00) - Emmanuel Kenmogne (2010–2012) Cyprus - Andreas Alcibiades (2007–11) - Aristos Aristokleous (2000–02) - Demetris Assiotis (1987–92), (1998–03) - Marios Charalambous (2000–02) - Costas Costa (2000–02) - Demetris Daskalakis (2009–10) - Christos Efthymiou (2006–10) - Costas Elia (2003) - Filippos Filippou (2002–06) - Evagoras Hadjifrangiskou (2009–10) - Demetris Ioannou (2001) - Georgios Kolokoudias (2009–10) - Stelios Longras (2009–10) - Costas Malekkos (2005–07) - Andreas Melanarkitis (2002–04) - Andreas Mavris (2006) - Marcos Michael (2012-2013) - Marios Neophytou (2009) - Giorgos Nicolaou (2006–07) - Marios Nicolaou (2007) - Nikolas Nicolaou (2001–08) - Nikos Nicolaou (2005–08) - Stelios Okkarides (2009–10) - Antonis Panagi (2008–09) - Emilios Panayiotou (2012-2013) - Feidias Panayiotou (2006–08) - Panayiotis Panayiotou (2010–11) - Makis Papaioannou (2006–08) - Nicos Papavasiliou (2002) - Giorgos Pelagias (2000–06), (2012-2013) - Alexis Pittas (2005–08) - Pieros Sotiriou (2009-2013) - Panayiotis Spyrou (2002–05) - Demetris Stylianou (2004), (2006–08) - Loukas Stylianou (2003–06) - Marios Themistokleous (1995–97), (1999–04), (2005–07), (2009–10) - Yiannis Xipolitas Czech Republic - Pavel Veleba (2008) England - Greg Moffatt (1983–??) France - / Moussa Koita (2011–2012) - Youness Bengelloun (2008–09) - Guillaume Beuzelin (2010) - / Boris Deugoué (2007–08) - / Alioune Touré (2009) Finland - Iiro Aalto (2007–08) Georgia - Soso Chedia (1993–96) - Kakhaber Kacharava (1992–94) | Germany - Heiner Backhaus (2009–10) - Ronny Kockel (2005–06) - Mustafa Kučuković (2012) - / Paulo Rink (2003–06) Greece - Angelos Digozis (2002–03) - Dimitris Rizos (2010) - Stelios Sfakianakis (2004–05) Guinea-Bissau - Braíma Injai (2007–08) Hungary - Barnabás Sztipánovics (2003–04) Iran - / Ferydoon Zandi (2008) Italy - Gaetano Monachello (2013) Latvia - Andrejs Pavlovs (2011–2012) Lithuania - Ernestas Šetkus (2010–2012) Republic of Macedonia - Ǵorǵi Hristov (2007) Mali - Mamadi Berthe (2008) - Mamadou Djikiné (2012-2013) Montenegro - Miloš Radanović (2006–07) Mozambique - Carlos Fumo (2009–10) Nigeria - Chidi Onyemah (2010-2013) Peru - Paco Bazán (2007) Poland - Zbigniew Grzybowski (2007–08) - Paweł Kapsa (2012-2013) Portugal - Ivo Afonso (2006–07), (2008) - Carlos André (2010–2012) - David Caiado (2010–2012) - Tiago Carneiro (2007), (2008) - Hélder Castro (2012-2013) - Hugo Coelho (2007–08) - Tiago Costa (2012-2013) - Ivo Damas (2008) - Pedro Duarte (2010-2013) - Hugo Machado (2006–08) - Carlos Marques (2012) - João Paulo (2010–11) - José Manuel Chevela (2008) - Hélder Sousa (2010–2012) - Henrique (2012-2013) - José Sousa (2008) - / Júnior (2010–11) - / Laurindo Tavares (2008–09) - Pedras (2009–10) - Ricardo Nunes (2010) - Vítor Pereira (2008–09) România - Aurel Țicleanu (1989–90) Russia - Gennady Korkin (1993–94) - / Boris Rotenberg (2012-2013) Senegal - Salif Keita (2008) - Moussa Koita (2011–2012) Serbia - Slaviša Čula (2000–01) - Milenko Đedović (2001–03) - Petar Đenić (2006–08) - Siniša Gogić (2001) - Vesko Mihajlović (1996) - Nenad Mirosavljević (2011–2012) - Dejan Rusmir (2012) - Nenad Stavric Slovakia - Jozef Kožlej (2001–03), (2009) Slovenia - Saša Gajser (2002–03) - Stanislav Kuzma (2009) - Miran Pavlin (2003–04) - Marko Simeunovič (2002–05) Spain - Pablo Amo (2011) Uruguay - Edgardo Adinolfi (2006–07) Venezuela - Fernando de Ornelas (2004–05) - Cesar Alberto Castro (2011) Zambia - January Zyambo (2004–05) |

## Antrenori
- Eli Fuchs (1968–69)
- Constantin Cernăianu (1983–85)
- David Kipiani (1992–93)
- Ronnie Whelan (2000–02)
- Svetozar Šapurić (July 2002–June 2003)
- Mpampis Tennes (2003)
- Giorgos Foiros (2003–04)
- Nikolay Kostov (2004–05)
- Rainer Rauffmann (May 2005–Nov 05)
- Diethelm Ferner (2005–06)
- Nikolay Kostov (2006–07)
- Juan Ramón Rocha (2007–08)
- Jorge Barrios (2008)
- Nicos Papavasiliou (2008–09), (Nov 2009–June 2010)
- Saša Jovanović (2010)
- Pambos Christodoulou (July 2010–March 2011)
- Nicos Papadopoulos (Aug 2011–Feb 2012)
- Nicos Papavasiliou (Feb 2012–Sep 2012)
- Renos Demetriades (Sep 2012-Feb 2013)
- Marios Constantinou (Feb 2013-June 2013)
- Costas Seraphim (June 2013-